# Open Your Heart (canção de Madonna)
"Open Your Heart" é uma canção da cantora e compositora estadunidense Madonna, contida em seu terceiro álbum de estúdio, True Blue (1986). Foi lançado como quarto single do álbum em 19 de novembro de 1986 pela Sire Records. Posteriormente, a canção foi incluída nas coletâneas The Immaculate Collection (1990) e Celebration (2009). Originalmente, uma canção de rock and roll intitulada "Follow Your Heart", foi escrita para a cantora Cyndi Lauper pelos compositores Gardner Cole e Peter Rafelson. Procurando novas músicas para True Blue, Madonna aceitou gravá-la. Ela e Patrick Leonard o transformaram em uma música dance-pop. "Open Your Heart" é uma canção de amor carregada de insinuações, onde a intérprete expressa seu desejo sexual.
A música foi bem recebida pelos críticos, que elogiaram sua simplicidade. Também teve sucesso comercial, alcançando o top 10 das paradas na Bélgica, Canadá, Irlanda, Países Baixos e Reino Unido, e o topo da Billboard Hot 100 nos Estados Unidos, tornando-o o quinto single número um de Madonna no país. O videoclipe de "Open Your Heart" apresenta um enredo completamente diferente do da música. Nele, Madonna interpreta uma dançarina exótica em uma boate que faz amizade com um garotinho e depois escapa. Foi aclamado pela crítica por subverter o olhar masculino, mas o ponto da trama de uma criança que entra em um clube de strip foi criticado. O vídeo é uma homenagem às atrizes Liza Minnelli e Marlene Dietrich.
"Open Your Heart" foi apresentado por Madonna em três de suas turnês mundiais;– Who's That Girl World Tour (1987), Blond Ambition World Tour (1990) onde Madonna usou seu famoso sutiã cônico durante a música e The MDNA Tour ( 2012). As apresentações foram incluídas no respectivos álbuns de vídeo das turnês. "Open Your Heart" foi regravado várias vezes por diferentes artistas e apareceu no filme de Britney Spears, Crossroads (2002).

## Escrita e gravação
"Open Your Heart" foi originalmente uma canção de rock and roll sob o título de "Follow Your Heart" escrita para a cantora Cyndi Lauper pelos compositores Gardner Cole e Peter Rafelson, embora nunca tenha sido performada por ela. The Temptations também foram considerados para a canção. Seu empresário Benny Medina decidiu que queria gravar a música, mas ao saber que Madonna já havia gravado a canção, mudou de ideia. Segundo Cole, o título original era de um restaurante local de comida saudável, chamado Follow Your Heart no Vale de São Fernando, Estados Unidos. No livro The Billboard Book of Number 1 Hits de Fred Bronson, cole explica:
| “ | Peter e eu costumamos escrever muito rápido. É geralmente um ou dois dias para uma canção, mas por algum motivo isso realmente não nos atingiu como uma canção de sucesso. Nós não desistimos dela. Nós apenas continuamos o trabalho ao longo de um ano. Graças a Deus conseguimos. [...] Foi a primeira música que foi cortada do álbum True Blue. Isso me deixou nervoso como compositor, porque muitas vezes a primeira música que é cortada não é escrita em muito tempo. Mas a canção acabou entrando no álbum, o que abriu muitas portas para mim. | ” |

O empresário de Cole, Bennett Freed, estava trabalhando com o pessoal de Madonna e eles estavam procurando um novo material para o álbum dela. Três canções de Cole foram escolhidas para serem analisadas incluindo "Open Your Heart". Apesar do fato de não gostar da escolha e de que não combinava exatamente com o gênero das canções que Madonna cantava naquela época, ela aceitou. Madonna gravou "Open Your Heart", alterando a letra, ganhando o crédito de co-compositora, e, juntamente com Patrick Leonard adicionou uma linha de baixo sob a música que transformou-a em uma faixa de dance-rock em vez de rock and roll, o gênero original. A canção foi a primeira a ser gravada para o álbum True Blue no final de 1985 e última a fazer parte do tracklist final do lançamento.

## Composição
"Open Your Heart" tem uma estrutura cheia de percussão contínua e um coro que soa como Belinda Carlisle, de acordo com o autor Rikky Rooksby no seu livro The Complete Guide to the Music of Madonna. Liricamente, "Open Your Heart" é uma simples canção de amor. A canção fala dos tipos de sentimentos, e das noções sinceras e inocentes de um garoto que conhece uma garota. De acordo com o Professor Mavis Tsai, a frase "Open Your Heart" é uma metáfora para o ato de ser vulnerável, que corresponde ao comportamento envolvido no desenvolvimento de um relacionamento íntimo ou próximo. Os versos a seguir na música, "Abra seu coração, eu vou fazer você me amar; Não é tão difícil, se você apenas virar a chave" ilustram essa metáfora. O conceito da canção coloca Madonna como uma vítima do amor. A canção coloca Madonna em uma posição mais direta em expressar seus desejos sexuais para seu homem, segundo o autor Santiago Fouz-Hernández no verso "Se você me desse meia chance, veria; Meu desejo queimando dentro de mim".
Segundo a Billboard, "Open Your Heart" está "repleto de insinuações sexuais". Na música, "Madonna anseia que um homem abra sua fechadura com a chave dele. E sim, isso significa exatamente o que você pensa que é". A letra coloca Madonna em uma posição mais direta, expressando seus desejos sexuais por seu homem, de acordo com o autor Santiago Fouz-Hernández na linha "Se você me desse meia chance, veria; meu desejo queima dentro de mim". De acordo com as partituras publicadas no Musicnotes.com por Alfred Publishing, "Open Your Heart" é escrito na fórmula de compasso do  tempo comum, com um ritmo médio de 112 batidas por minuto.de Fá maior com a voz de Madonna que vai de Lá3 até Si4. A música segue uma sequência básica de Fá–Mi♭9 –Mi♭/Sol–Solm7–F como sua progressão harmônica.

## Recepção

### Crítica
A autora Susan McClary na sua resenha da canção em Culture/power/history, disse que era mais animada do que single anterior "Live to Tell" e "o jogo de encerramento em 'Open Your Heart' cria a imagem de um orgasmo aberto—uma energia erótica que continuamente escapa de contenção. Outro autor, John Randall Taraborrelli, a considera como uma das canções mais "sinceras", comparando-a com as canções "Respect" de Aretha Franklin e "A House Is Not a Home" de Barbra Streisand. Segundo ele "era um melodia que o povo conseguia entender e se apegar a ela, o que a faz uma música pop memorável". Stephen Holden, do The New York Times comparou a canção a doce canção de amor pós-Motown. Joey Guerra do Houston Chronicle chamou a canção de "perfeita" para a pista de dança. Stephen Thomas Erlewine do Allmusic a chamou de perfeita música dance, com profundos grooves dançantes. Slant Magazine nomeou a canção como uma das mais "robustas"de Madonna. Robert Christgau disse sobre a canção, "Eu não estou dizendo que seu talento é sem prazer—a generosidade que ela exige da inesgotável "Open Your Heart" é uma via de mão dupla e muito mais.

### Comercial
"Open Your Heart" debutou na posição cinqüenta e um, no fim da semana de 6 de dezembro de 1986, no Billboard Hot 100. Teve uma ascensão gradual e, posteriormente, atingiu o número um em 7 de fevereiro de 1987, tornando-se o quinto single número um de Madonna no Billboard Hot 100. O single também fez sucesso no Billboard Hot Dance Club Play, onde atingiu o número um em 14 de fevereiro de 1987. Também se tornou a sexta entrada de Madonna na tabela Adult Contemporary, onde atingiu o pico do número 12.  No Canadá a canção entrou na parada da RPM na posição oitenta e três em 13 de dezembro de 1986, e chegou ao pico na oitava posição em 21 de fevereiro de 1987. Colocou o número 68 na tabela de final de ano RPM para 1987.
Fora da América do Norte, se tornou um sucesso, tornou-se um dos dez principais colcoados em vários países europeus, incluindo o Reino Unido, Irlanda, Países Baixos, e Bélgica. No Reino Unido, o single estreou no UK Singles Chart no número oito e subseqüentemente atingiu o número quatro em 13 de dezembro de 1986. O single ficou no gráfico por nove semanas no total e foi certificado como prata pela British Phonographic Industry (BPI) em 1º de dezembro de 1986. Segundo a Official Charts Company, a música vendeu 195,000 cópias lá. Ele também alcançou o número quatro na Europa, tornando-se o único single do True Blue a não chegar ao Eurochart Hot 100. Na Austrália, atingiu apenas o número 16, quebrando uma série de nove singles consecutivos de Madonna no top 10 naquele país. Em outros lugares como na Suíça, Áustria, Alemanha e França, alcançou o top 40 da tabela de singles.

## Videoclipe

### Antecedentes

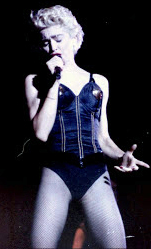
Madonna performando "Open Your Heart" on the Who's That Girl World Tour, wearing the same attire from the music video

O videoclipe foi filmado no Echo Park, em Los Angeles, Califórnia. Madonna interpreta uma dançarina exótica que faz amizade com um garoto, interpretado pelo ator infantil Felix Howard. Este vídeo foi originalmente planejado para ser dirigido pelo então marido de Madonna, Sean Penn, mas no final as honras finais foram para Jean-Baptiste Mondin, que passou a trabalhar com Madonna em seus vídeos para  "Justify My Love" (1990), "Human Nature" (1995), "Love Don't Live Here Anymore" (1996), "Don't Tell Me" (2000) e "Hollywood" (2003). O vídeo foi filmado em julho de 1986 e lançado em dezembro de 1986. Foi produzido por David Naylor. O vídeo foi nomeado para três MTV Video Music Awards em 1987. Por Melhor Vídeo Feminino por "Open Your Heart" mas perdeu para outro clipe de Madonna, quando o videoclipe de "Papa Don't Preach" ganhou o prêmio. O ranking foi classificado em número 35 nos "50 momentos mais sexy de vídeo" do VH1 de todos os tempos.
O vídeo está estruturado como um peep show de cinema e voyeurismo que retrata Madonna como uma stripper. Segundo Mondino, o peep show foi ideia dele desde então, "estávamos em um período em que estávamos experimentando [algum] tipo de liberdade sobre o corpo, sobre sexualidade e outras coisas". Ele queria ter uma sensação "ingênua e doce" com o retrato de um garoto esperando Madonna do lado de fora. Eles construíram o cenário do zero, incluindo a parte frontal da bilheteria. Embora parecesse falso, Mondino gostava de dizer: "Gosto da falsidade. Não vejo há muito tempo, mas quando a vi novamente, disse: 'É tão ingênuo'. É meio mal feito, o que eu gosto, comparado a hoje. Nós não tínhamos o mesmo equipamento, as pessoas são mais hábeis hoje, mas há algo de bom nisso. "Inicialmente, Madonna foi convidado por ele a usar uma peruca preta, e a reação inicial a todo o figurino foi positiva. Mas Madonna queria a opinião de Mondino sobre todo o conjunto, que respondeu que ela ficaria melhor como uma loira. Portanto, a peruca foi mantida apenas para as cenas iniciais do vídeo.

### Sinopse e análise
O videoclipe "Open Your Heart" apresenta uma versão inicial das reflexões de Madonna sobre sua herança ítalo-americana e concentra-se em sua teologia feminocêntrica de rua, que também foi explicitamente divulgada pela Who's That Girl World Tour, de 1987. Começa com o garotinho tentando entrar em um peep show, onde Madonna é a estrela, mas é rejeitada por um homem velho na bilheteria. Lá dentro, Madonna começa a cantar a música do centro de um carrossel que gira para mostrá-la ao olhar dos clientes que estão sentados em segurança em seus cubículos. Madonna está vestida com um bustiê preto, salto alto, meia arrastão, revelando seu novo corpo esbelto na época. Ela começa o vídeo usando uma peruca preta que ela remove posteriormente, revelando seus cabelos curtos e descoloridos. A iluminação azulada e escura revela seu visual como uma mistura de atrizes Marlene Dietrich no filme The Blue Angel e Liza Minnelli como a personagem Sally Bowles no filme musical dirigido por  Bob Fosse, Cabaret.

Madonna interpreta uma stripper inspirada em Marlene Dietrich e Liza Minnelli no videoclipe de "Open Your Heart"

A dança é contida com um único suporte: o de uma cadeira solitária. Em um ponto do primeiro segmento do vídeo, ela é filmada dançando, mas a câmera está quase parada e os movimentos da dança são confinados dentro do pequeno alcance da câmera. À medida que as telas dentro das cabines de visualização se abrem e fecham, a câmera corta as fotos de Madonna, cada uma com seu próprio ângulo e duração. A mesma imagem é exibida pelo garotinho do lado de fora, que tenta enquadrar a imagem do folheto de Madonna em diferentes ângulos. Há outros quatro homens nos estandes feitos de madeira com pinturas da artista Tamara de Lempicka. Madonna em um ponto tira as luvas como Rita Hayworth em Gilda e aponta para uma das pinturas em madeira. Ele cai e ela sopra no dedo.
O vídeo é semelhante em conteúdo temático ao vídeo de Mötley Crüe para o single "Girls, Girls, Girls". Mas, por outro lado, este vídeo conta a história do ponto de vista de Madonna. Ela olha para os cubículos para fazer contato visual com os homens, mas eles não conseguem devolvê-lo. Ela também olha assertivamente para a câmera, fazendo contato visual com o espectador. Com essas cenas, Madonna mostra seu poder sobre os homens e a capacidade de persegui-los. Madonna representa uma mulher assertiva em busca de um amante que possa aceitá-la como um ser humano. O autor Bruce Forbes observa que os homens nos cubículos são indignos dela e há um tom de deboche quando Madonna os chama de 'bebê' enquanto sacode o corpo.
Ao final do vídeo, os homens isolados e tristes partem com as portas fechando sobre eles. Quando o refrão final começa a dançar, Madonna sai do teatro e dá um beijo rápido no garoto. Ambos estão vestidos com ternos cinza folgados, o que dá a Madonna uma aparência andrógina. Eles se divertem ao nascer do sol, lembrando Charlie Chaplin e Jack Coogan em The Kid, com o velho chefe perseguindo-os e gritando "Volte, volte, ainda precisamos de você" em italiano. A tensão entre as dimensões visual e musical do vídeo é extremamente inquietante, de acordo com o autor Nicholas B. Dirks. Somente quando ela desaparece do carrossel e reaparece para fugir do chefe patriarcal com o garoto, a música e o visual se tornam comparáveis.

### Recepção
A escritora feminista Susan Bordo fez uma crítica negativa ao vídeo, dizendo que os homens debochados e patéticos nos cubículos e a fuga de Madonna com o garoto são "cinicamente e mecanicamente presos a [como] uma maneira de reivindicar status da moda pelo que é apenas um bolo de queijo – ou, talvez, pornografia". A MTV também teve algumas receios iniciais antes de exibir o vídeo, que mais tarde foi resolvido após uma reunião com os funcionários da Warner. No entanto, a sócio-crítica Mary Harron disse que a mensagem subjacente no vídeo é que, embora Madonna venda sexualidade, ela é livre. Não há representação aberta de nada além de amizade com o garoto. A fuga deles juntos evita Madonna as implicações sexuais que seriam mais fortes se ela escapasse com um homem adulto. Isso, segundo o autor Richard Dienst, parece sugerir um repúdio ao trabalho adulto do palco em favor da infância, androginia, autenticidade e brincadeira nômade. O vídeo também é aclamado por reviver e recriar o glamour duro da era dos estúdios das estrelas de Hollywood e também por representar as mulheres como o sexo dominante. O autor Donn Welton apontou que a relação de poder usual entre o "olhar masculino voyeurista e o objeto" é desestabilizada pelo retrato dos homens que frequentam o peep mostram-se esquisitos e patéticos. Ao mesmo tempo, o retrato de Madonna como "objeto da rainha pornô" é desconstruído pela fuga no final do vídeo. Maura Johnston, da Rolling Stone, encontrou influências do trabalho do cineasta italiano Federico Fellini e do coreógrafo americano de teatro musical Bob Fosse.. Johnston acrescentou: "'Open Your Heart' foi maravilhoso, desde as pinturas da artista Art Deco Tamara de Lempicka no exterior do clube até o colorido elenco de personagens". Ela percebeu que em um ponto do vídeo, Madonna inclinou a cabeça para recriar a capa do álbum de Herb Ritts em True Blue.

## Apresentações ao vivo

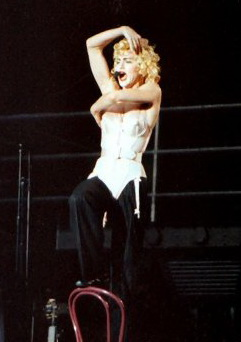
Madonna cantando "Open Your Heart" em sua Blond Ambition World Tour (1990).

"Open Your Heart" serviu como música de abertura em 1987, Who's That Girl Tour. Tudo começou com o então jovem dançarino Chris Finch, imitando Felix Howard no vídeo. Howard não recebeu uma licença de trabalho para a turnê, portanto Finch foi levado por sua parte. Ele passou a se tornar parte integrante da maioria das músicas tocadas na turnê. Depois de Finch, dois outros dançarinos são apresentados, antes de Madonna aparecer no palco. Ela usava o mesmo espartilho preto pontudo e meia arrastão do videoclipe. Primeiro ela canta a música sozinha, depois Finch se junta a ela novamente e eles dançam juntos até a música terminar. Duas apresentações diferentes da música nesta turnê podem ser encontradas nos vídeos: Who's That Girl: Live in Japan, filmado em Tóquio, Japão, em 22 de junho de 1987, e Ciao Italia: Live from Italy, filmado em Turim, Itália, em 4 de setembro de 1987.
Na turnê Blond Ambition World Tour, "Open Your Heart" segue o número de abertura "Express Yourself". Desta vez, incluiu uma dançarina bonitinha assistindo à distância enquanto Madonna entrava no palco com os cabelos esticados em um topete e um rabo de cavalo loiro falso, que foi substituído por curtos emaranhados de peróxido na etapa europeia da turnê. Ela usava um terno de trespassado com a jaqueta externa cortada em fendas para que o sutiã cônico embaixo pudesse apontar. Mostrando o macacão rosa acetinado e sua corrente de monóculo, Madonna tocou a música em uma cadeira. Desempenhando um papel de dominatrix, Madonna assumiu o comando de uma das dançarinas antes de iniciar uma coreografia de dança exibicionista com a cadeira como suporte. Duas performances diferentes foram gravadas e lançadas em vídeo, Blond Ambition Japan Tour 90, gravado em Yokohama , Japão, em 27 de abril de 1990, e o Blond Ambition World Tour Live, gravado em Nice, França, em 5 de agosto de 1990.

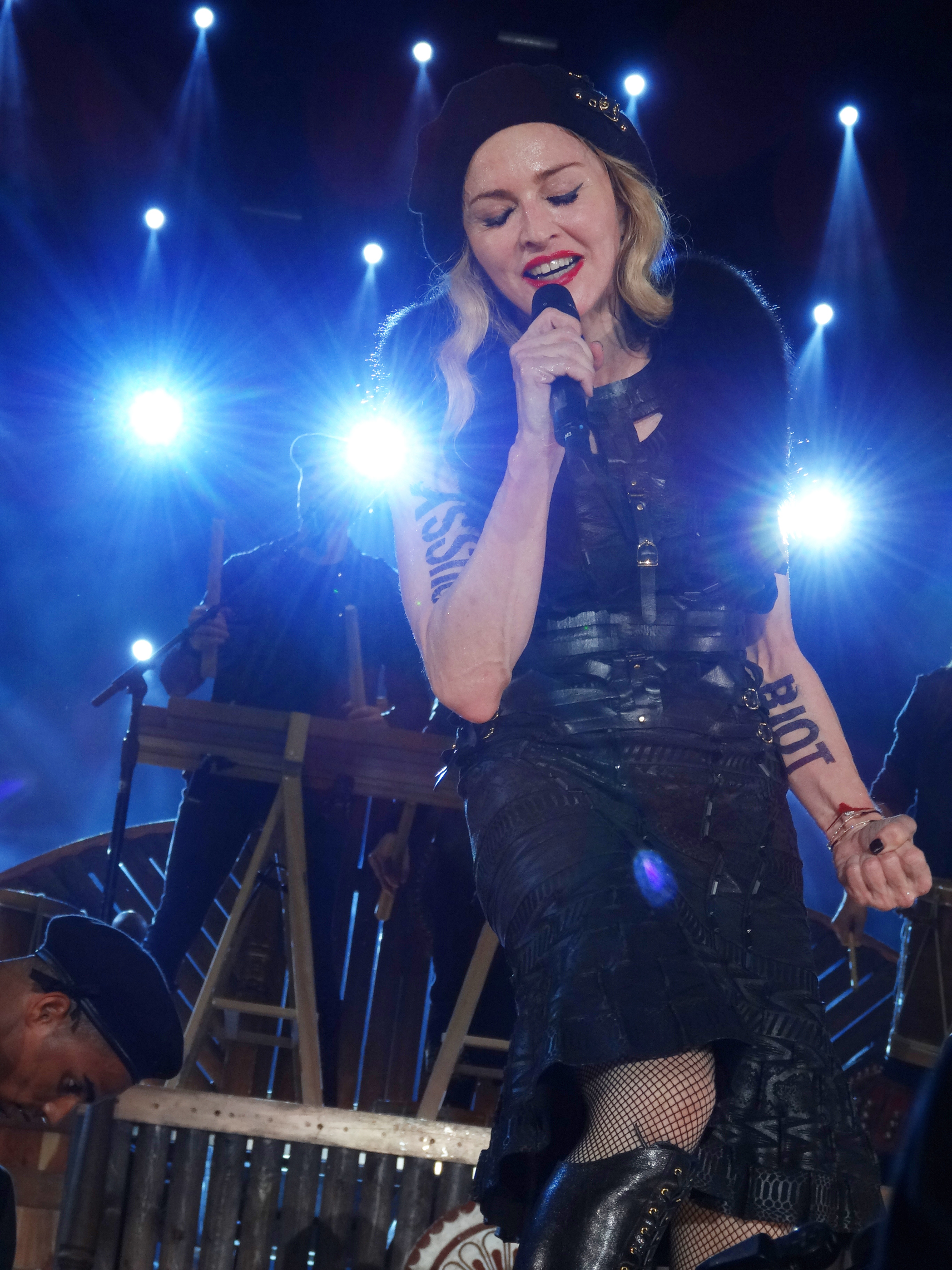
Madonna cantando "Open Your Heart" em sua The MDNA Tour (2012).

A introdução musical de abertura da música serviu como um breve interlúdio musical de vinte e seis segundos na Drowned World Tour em 2001. Quando Madonna terminou uma performance de "Frozen" no segmento inspirado em gueixas do show, ela se sentou de pernas cruzadas posição em frente ao palco. A introdução musical de "Open Your Heart" começaria com uma dançarina em traje japonês dançando atrás dela em um pódio elevado. Quando a música termina, Madonna começa a cantar "Nobody's Perfect" de seu álbum de 2000,Music. Em 2008, Madonna cantou o primeiro verso e coro em duas datas—Las Vegas e East Rutherford— de sua turnê Sticky & Sweet Tour. Madonna esqueceu as letras no show de Las Vegas e se recusou a cantar a música em Boston; ela tocou "Express Yourself" em seu lugar.
Madonna também fez um trecho da música no show do intervalo do Super Bowl XLVI em 2012, onde Cee Lo Green se juntou a ela e a uma grande banda. No mesmo ano, a música foi incluída na The MDNA Tour. Após um monólogo 8 minutos contra a intolerância, a canção foi reinventado e realizada no País Basco. A roupa de Madonna durante a performance consistiu em um visual todo em couro, um design personalizado de Hervé Léger e Max Azria, com botas até o joelho e um mini bolero de pele, enquanto seus dançarinos estavam vestidos como soldados. No final da apresentação, Madonna começou a dançar e a cantar junto com os membros da plateia. Em certos shows, seu filho Rocco Ritchie se juntou a ela no palco. Sal Cinquemani, da Slant Magazine, comentou que as performances de "Open Your Heart" e "Like a Prayer" eram um lembrete de que "... tanto para Madonna quanto para seus fãs, ela sempre volta à música". A performance da música nos shows de 19 a 20 de novembro de 2012 em Miami, no American Airlines Arena foi gravada e lançada no quarto álbum ao vivo de Madonna, MDNA World Tour.
Em 26 de janeiro de 2014, Madonna apresentou "Open Your Heart" e "Same Love" no Grammy Awards de 2014, junto com Macklemore & Ryan Lewis e Mary Lambert, em apoio aos direitos das pessoas LGBT. Durante a parada da Rebel Heart Tour em Manchester, em dezembro de 2015, Madonna apresentou uma versão em cappella da música. Em 27 de julho de 2017, Madonna apresentou "Open Your Heart" na angariação de fundos de Leonardo DiCaprio em Saint-Tropez, França.

## Alinhamento de faixas e formatos
| - 7" Single americano 1. "Open Your Heart" – 4:12 2. "White Heat" (Versão em LP) – 4:40 - Single de 12" americano / CD Maxi alemão 1. "Open Your Heart" (Edição Padrão) – 10:35 2. "Open Your Heart" (Dub) – 6:43 3. "White Heat" (Versão em LP) – 4:40 - Single de 7" 1. "Open Your Heart" (Remix) – 3:59 2. "Lucky Star" (Edição) – 3:44 | - Disco de imagem de 12" single / edição limitada do Reino Unido de 12" 1. "Open Your Heart" (Edição Padrão) – 10:35 2. "Open Your Heart" (Dub) – 6:43 3. "Lucky Star" (Versão completa) – 5:33 - Disco de imagens de 12" 1. "Rain" (Radio Remix) – 4:33 2. "Up Down Suite" (Dub) – 12:13 3. "Open Your Heart" (Versão em LP) – 4:12 |

## Créditos e equipe
- Madonna – vocais principais, vocais de fundo, compositora
- Jonathan Moffett – bateria
- Paulinho da Costa – percussão
- David Williams – guitarra
- Patrick Leonard – teclados

Créditos adaptados das notas principais do álbum.

## Desempenho nas tabelas musicais

### Tabelas semanais
| Tabela musical (1986)                 | Melhor posição |
| ------------------------------------- | -------------- |
| Alemanha (Offizielle Top 100)         | 17             |
| Austrália (Kent Music Report)         | 16             |
| Áustria (Ö3 Austria Top 40)           | 18             |
| Bélgica (Ultratop 50 de Flandres)     | 6              |
| Canadá (RPM Single Chart)             | 8              |
| Estados Unidos (Adult Contemporary)   | 12             |
| Estados Unidos (Billboard Hot 100)    | 1              |
| Estados Unidos (Hot Dance Club Songs) | 1              |
| Europa (European Hot 100 Singles)     | 4              |
| França (SNEP)                         | 24             |
| Islândia (RÚV)                        | 4              |
| Irlanda (IRMA)                        | 2              |
| Nova Zelândia (Recorded Music NZ)     | 12             |
| Países Baixos (Dutch Top 40)          | 7              |
| Países Baixos (Single Top 100)        | 6              |
| Reino Unido (UK Singles Chart)        | 4              |
| Suíça (Schweizer Hitparade)           | 11             |

| Tabela musical (1986–87)           | Posição |
| ---------------------------------- | ------- |
| Canadá (RPM)                       | 68      |
| Estados Unidos (Billboard Hot 100) | 30      |
| Estados Unidos (Dance Club Songs)  | 24      |
| Itália (FIMI)                      | 62      |

## Certificações
| Região                                         | Certificação | Vendas   |
| ---------------------------------------------- | ------------ | -------- |
| Reino Unido (BPI)                              | Prata        | 250,000^ |
| ^distribuições baseadas apenas na certificação |              |          |